# Kainozoikumi eljegesedés
A kainozoikumi eljegesedés a kainozoikum földtörténeti idő eljegesedési időszaka, amely jelenleg is tart. 33,5 millió évvel ezelőtt kezdődött az eocén kor végén az antarktiszi, akkor még részleges jégtakaró állandósulásával. A lehűlés a miocén során felgyorsult, körülbelül 5 millió évvel ezelőtt az Antarktisz legnagyobb részét már gleccserek borították.
2,58 millió évvel ezelőtt, a pleisztocén kor kezdetén a globális lehűlés felerősödött, aminek következtében az arktiszi állandó és összefüggő jégtakaró is kialakult. Mivel az erőteljesebb lehűlés kezdetét tették meg a negyedidőszak kezdetének, az egész eljegesedésre gyakran hivatkoznak negyedidőszaki eljegesedés néven. Ez a körülbelül 2,5 millió éves határ a pliocén és pleisztocén határa, míg az utolsó nagyobb glaciális vége a holocén kezdetét jelenti. A pleisztocén–pliocén-határt eredetileg 600 000 évvel ezelőttre tették, majd kiderült, hogy a jeges periódus jóval korábban kezdődött, és ezzel a határ is átvándorolt először 2, majd 2,5 millió évvel ezelőttre. Ma már olyan elképzelés is van, miszerint inkább a 3 millió éves időtartamnál kellene a pleisztocénnek kezdődnie.
Európában 2,4 millió évvel ezelőtt kezdett fogyatkozni a szubtrópusi növényzet. Az ekkor kezdődő Biber-glaciális rövid ideig tartott: 2,1 millió évvel ezelőtt Európa éghajlata ismét a mainál jóval melegebbé vált - ez a Biber–Duna-interglaciális. Ettől kezdve máig tartó instabil, hol lehűlő, hol kissé melegedő éghajlat alakult ki.

## Tudománytörténete
A 19. század elején ismerték fel először, hogy valamikor régen az Alpok gleccserei sokkal nagyobb kiterjedésűek voltak a mainál. A jégkor elnevezést Karl Friedrich Schimper használta elsőként. Az 1800-as években az eljegesedés alapján határolták el a negyedidőszakot, amelyet egyszeri lehűlési periódusnak gondoltak. Adolf von Morlot számára az Alpok rétegtanából később egyértelművé vált, hogy a gleccserek többször nyomultak előre, majd húzódtak vissza. Albrecht Penck és Eduard Brückner sztratigráfiai vizsgálatai alapján tagolták a negyedidőszaki glaciálist Günz, Mindel, Riss és Würm szakaszokra és tisztázták az időbeli viszonyokat is. Kretzoi Miklós a faunajellemzők alapján az eljegesedés klímaváltozását három lépésben írta le: a kezdeti szakasz a pliocén végének nedves, meleg, vörösagyagképző éghajlata, ez száraz melegbe ment át, struccos–tevés faunával, amelyet száraz hideg követett a mamutos faunával.
Ma már tudjuk, hogy a Günz előtt is voltak hideg periódusok. Az alpi rendszer a 19. században gyorsan terjedt, mindenhol használták. Ezek a tagolások azonban nem alkalmasak más földrajzi egységek hideg periódusainak leírására, csak az Alpokra. Európa minden nagyobb térségében kisebb-nagyobb fáziseltolódásokkal következtek be az eljegesedések, ezért minden ilyen területen önálló korszakolást használnak. Az Atlanti-óceán tengeri üledékeinek vizsgálata egyelőre két hidegebb periódusra utal, 900 000 és 775 000, valamint 600 000 és 425 000 évvel ezelőtti szakaszokban. A Karib-tenger nemperiodikus ciklusokban általában 22–25 °C közötti felszíni hőmérsékletű volt az utóbbi négyszázezer évben.

## Szakaszolása
A kainozoikumi eljegesedés szakaszolása tudománytörténeti okokból elsőként az Alpok északi peremterületeinek gleccserméret-ingadozásai alapján történt. Ugyanitt folytak a glaciológiai és teraszmorfológiai kutatások is. Ugyanakkor a párhuzamos rétegtani vizsgálatokat leginkább a Földközi-tenger északi partvidékén végezték. Hosszadalmas munkával sikerült a négy fő alpi ciklust (günz, mindel, riss, würm) párhuzamosítani az öt különböző folyóterasz-rendszerrel és a Földközi-tenger négy nagyobb vízszintváltozásával (kalábriai, szicíliai, tirréni, monasztiri).
A főbb periódusok régiónként.
|     | Alpok                      | Alpok                      | Észak-Közép-Európa            | Észak-Közép-Európa            | Kelet-Európa             | Észak-Amerika            | kor (millió év) | polaritás             | kor         | kor                    | korszak        | Magyarország                  |
| --- | -------------------------- | -------------------------- | ----------------------------- | ----------------------------- | ------------------------ | ------------------------ | --------------- | --------------------- | ----------- | ---------------------- | -------------- | ----------------------------- |
|     | –                          | –                          | –                             | –                             | –                        | –                        | –               | +                     | pliocén     | felső pliocén          | piacenzai      | alsó villányium (beremendium) |
|     |                            |                            |                               |                               |                          |                          |                 |                       |             |                        |                |                               |
| 1   | Biber-glaciális            | Biber-glaciális            | Brüggen („Pre-Tegelen”)       | Brüggen („Pre-Tegelen”)       | –                        | –                        | 2,4–2,1         | +                     | pleisztocén | alsó pleisztocén       | gelasi         | felső villányium (kislángium) |
| 1   | Biber–Duna-interglaciális  | Biber–Duna-interglaciális  | Tegelen (Beerse)              | Tegelen (Beerse)              | –                        | –                        | 2,1–1,7(1,8)    | +                     | pleisztocén | alsó pleisztocén       | gelasi         | felső villányium (kislángium) |
| 2   | Duna-glaciális             | Duna-glaciális             | Eburon                        | Eburon                        | –                        | –                        | 1,7(1,8)–1,38   | + / – (1,67)          | pleisztocén | alsó pleisztocén       | calabriai      | alsó biharium (0,72-ig)       |
| 2   | Duna–Günz-interglaciális   | Duna–Günz-interglaciális   | Waal                          | Waal                          | –                        | –                        | 1,38–1,2        | –                     | pleisztocén | alsó pleisztocén       | calabriai      | alsó biharium (0,72-ig)       |
| 3   | Günz-glaciális             | Günz-glaciális             | Menap                         | Menap                         | Narew                    | Nebraska                 | 1,2–0,82        | – / + / – (0,99–0,91) | pleisztocén | alsó pleisztocén       | calabriai      | alsó biharium (0,72-ig)       |
| 3   | Günz–Mindel-interglaciális | Günz–Mindel-interglaciális | Bromer                        | Bromer                        | Bjelovjesz               | Afton                    | 0,82–0,44       | – / + (0,72)          | pleisztocén | alsó/felső pleisztocén | calabriai–ioni | felső biharium                |
| 4   | Mindel-glaciális           | Mindel-glaciális           | Elster                        | Elster                        | Oka                      | Kansas                   | 0,44–0,32       | +                     | pleisztocén | felső pleisztocén      | ioni           | felső biharium                |
| 4   | Mindel–Riss-interglaciális | Mindel–Riss-interglaciális | Holstein                      | Holstein                      | Lichvin                  | Yarmouth                 | 0,32–0,18       | +                     | pleisztocén | felső pleisztocén      | ioni           | solymárium (alsó pilisium)    |
| 5   | Riss-glaciális             | Riss-I                     | Saale                         | Drente-glaciális              | Dnyeper                  | Illinois                 | 0,18–0,12       | +                     | pleisztocén | felső pleisztocén      | ioni           | solymárium (alsó pilisium)    |
| 5   | Riss-glaciális             | Riss-I/II                  | Saale                         | Tene-interglaciális           | Odinzovo                 | –                        | 0,18–0,12       | +                     | pleisztocén | felső pleisztocén      | ioni           | solymárium (alsó pilisium)    |
| 5   | Riss-glaciális             | Riss-II                    | Saale                         | Warta-glaciális               | Moszkva                  | Iowa                     | 0,18–0,12       | +                     | pleisztocén | felső pleisztocén      | ioni           | solymárium (alsó pilisium)    |
| 5   | Riss–Würm-interglaciális   | Riss–Würm-interglaciális   | Eem                           | Eem                           | Mikulino                 | Sangamon                 | 0,12–0,07       | +                     | pleisztocén | felső pleisztocén      | tarani         | szántóium (felső pilisium)    |
| 6   | Würm-glaciális             | Würm-glaciális             | Weichsel-glaciális (Visztula) | Weichsel-glaciális (Visztula) | Valdaj                   | Wisconsin                | 0,070–0,013     | +                     | pleisztocén | felső pleisztocén      | tarani         | szántóium (felső pilisium)    |
| 6   | glaciális                  | stadiális                  | stadiális                     | stadiális                     | Valdaj                   | Wisconsin                | kor (ezer év)   | +                     | pleisztocén | felső pleisztocén      | tarani         | szántóium (felső pilisium)    |
| 6   | Würm                       | Dryas-I                    | Dryas-I                       | Dryas-I                       | Valdaj                   | Wisconsin                | 18–15           | +                     | pleisztocén | felső pleisztocén      | tarani         | szántóium (felső pilisium)    |
| 6   | Würm                       | Dryas-II                   | Dryas-II                      | Dryas-II                      | Valdaj                   | Wisconsin                | 15–13           | +                     | pleisztocén | felső pleisztocén      | tarani         | szántóium (felső pilisium)    |
| (7) | Dryas-III                  | Dryas-III                  | Dryas-III                     | Dryas-III                     | Valdaj                   | Wisconsin                | 12–10           | +                     | pleisztocén | felső pleisztocén      | tarani         | szántóium (felső pilisium)    |
| –   | történeti interglaciális   | történeti interglaciális   | történeti interglaciális      | történeti interglaciális      | történeti interglaciális | történeti interglaciális | 10-től          | +                     | holocén     | holocén                | preboreális    | preboreális                   |

## Előzményei

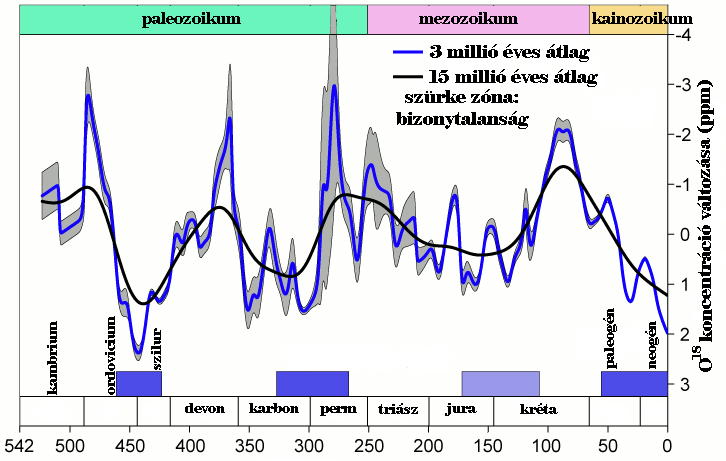
A kambriumtól vázolható hőmérsékletek

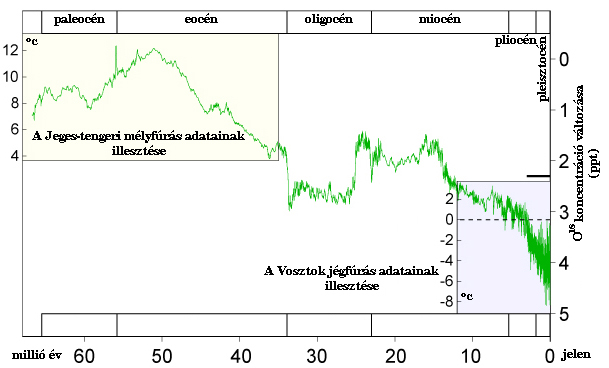
A kainozoikum éghajlatváltozásait ábrázoló diagram. Jól látható rajta, hogy az utolsó néhány millió éves időszak átlagban folyamatos lehűlési periódus, amelynek csak egy éppen melegedő fázisában, egy interglaciálisban vagyunk jelenleg.

A kainozoikumi eljegesedés mintegy 250 millió éves jégmentes periódust követett. A perm végi lehűlést követően a teljes mezozoikumra és a Föld egészére kiegyenlített és meleg éghajlat jellemző. A kréta időszakban megkezdődött a Pangea feldarabolódása, amely folyamat többrétű következményei között a globális vulkanizmus beindulása, hegységek képződése és a Panthalassza medencéjének szűkülése, újabb óceánok felnyílása voltak az éghajlat alakulásának szempontjából legfontosabbak.
A hegységek kiemelkedése és a „világóceán” részekre darabolódása a globális hőkiegyenlítő áramlatokat – víz- és légkörzés – akadályozta, amelynek következtében a kiegyenlített éghajlat megszűnt, a trópusok melegedése mellett a magasabb szélességek lehűltek. A kréta végén észlelhetők először az évszakok változásának jelei. Ausztráliában fagypont körüli hőmérsékletű, szubarktikus éghajlati öv alakult ki. Mindezt erősítette a nagy mértékű vulkanizmusból származó levegőszennyeződés hatása.
Mintegy 40 millió éven keresztül folyamatosan nőtt a sarkok és az egyenlítő közötti hőmérsékleti különbség, de a hatás igazából nem volt drasztikus. Az Antarktiszon ugyan voltak már 25 millió évvel ezelőtt gleccserek, de állandó jég még nem. A miocén–pliocén határán indult meg egy nagyobb arányú lehűlés, amikor már nem csak az éghajlati övek differenciálódása fokozódott, hanem a Föld átlaghőmérséklete is csökkent. Ekkor már az egyenlítő környékén is átlaghőmérséklet-csökkenés tapasztalható.
Ez a lehűlés közvetlen kapcsolatban állhat egyfelől az Eurázsiai-hegységrendszer több tagjának nagyjából egyidejű kiemelkedésével (mint az Alpok, a Kárpátok és a Himalája), amely kelet–nyugati csapású vonulataival és nagy kiterjedésével hatékonyan akadályozta a légköri hőkiegyenlítő áramlásokat. Az Atlanti-óceánból kiemelkedett Izland, amelynek gyökérrégiója akadályt képzett az óceáni meleg áramlatok előtt, Alaszka pedig bezárta a Bering-szorost. Az Antarktisz déli pólusra kerülésével a szárazföld zárta el a déli hőkiegyenlítést. Ilyen módon mindkét póluson akadályozottá váltak a légi és vízi áramlatok. Eközben az egyre növekvő állandó hótakaróval fedett területek növelték a hővisszaverést, ezért csökkent az átlaghőmérséklet is.
A pliocén folyamán a lehűlés az egyes régiókban más és más mértékű volt. Először mintegy ötmillió éve megkezdődött az Antarktisz eljegesedése, majd a dél-amerikai Andok térsége, végül körülbelül hárommillió éve az Arktiszt is elborította az állandó jég. A pliocén legvégén, 2,5 millió éve Új-Zélandon is lehűlt a tengervíz.

## Általános jellemzői

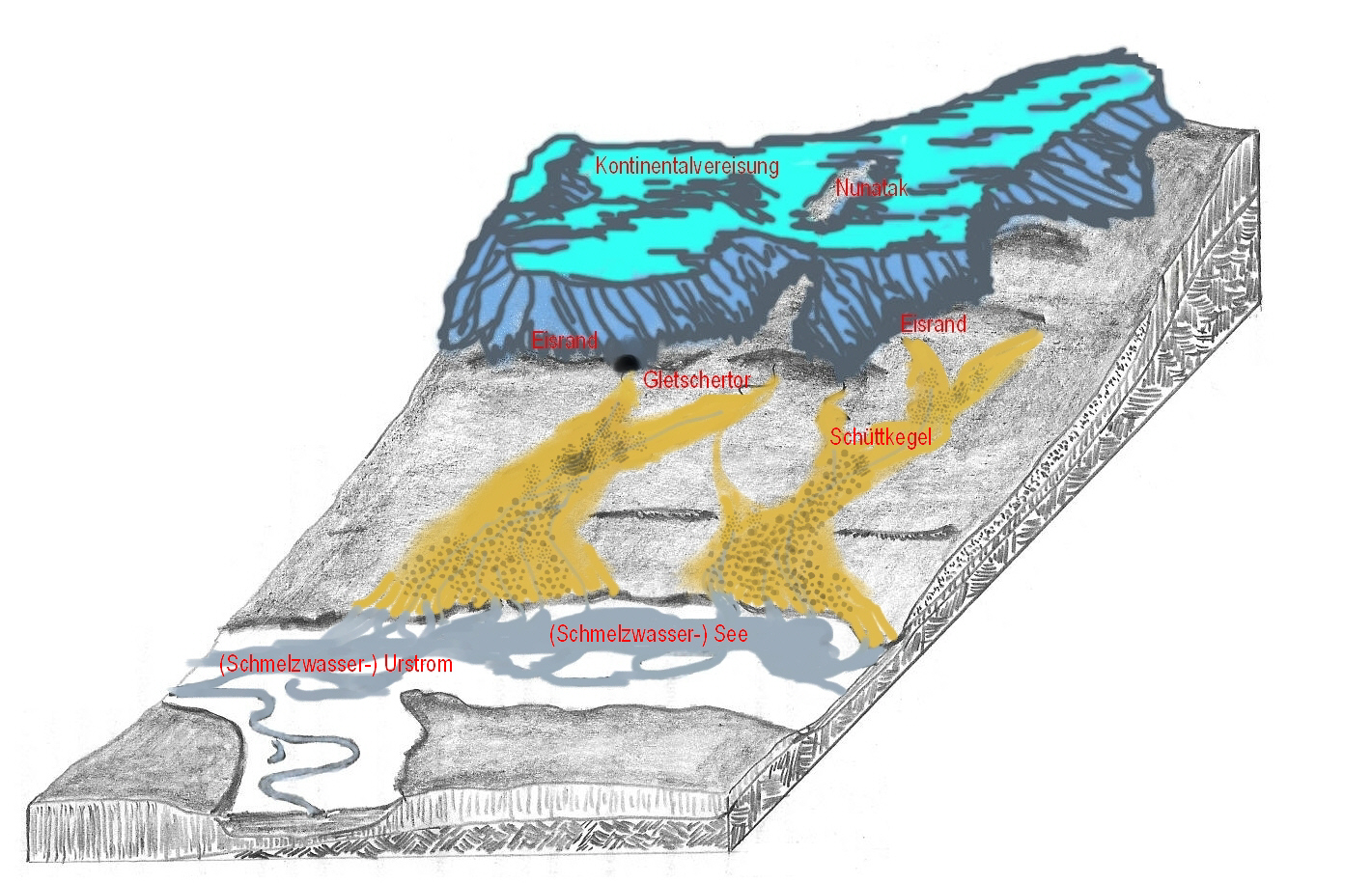
A jég térszínformálásának első szakasza, a gleccser. A kép német kifejezései: kontinentalvereisung = szárazföldi jégtakaró, nunatak = jéggel körbevett hegycsúcs, eisrand = jégtakaró széle, gletschertor = gleccserforrás, schüttkegel = hordalékkúp, schmelzwasser-see = olvadékvíz-tó, schmelzwasser-urstrom = ősfolyamvölgy

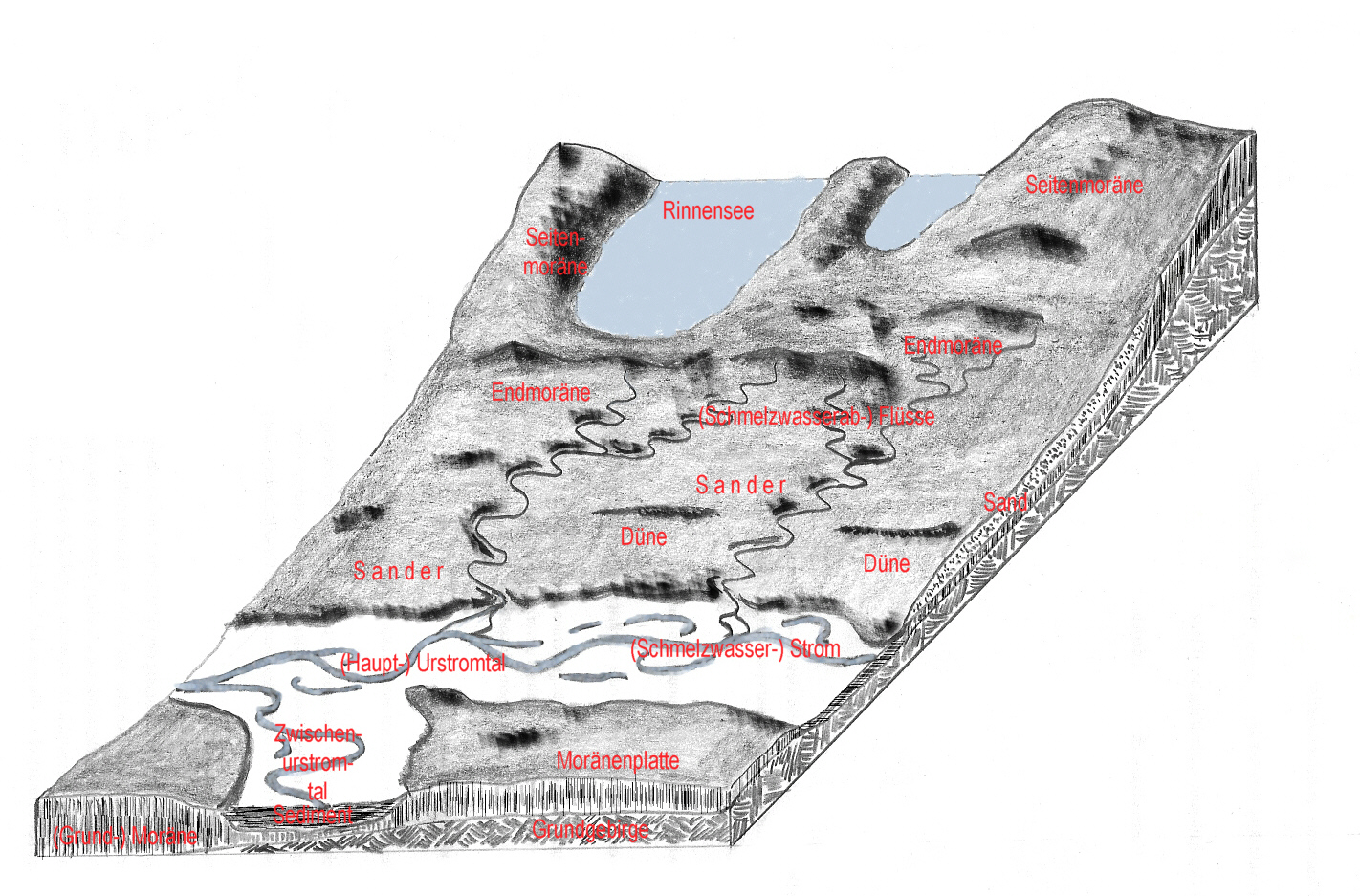
A kialakult felszínforma. Rinnensee = tengerszem, seitenmoräne = oldalmoréna, endmoräne = végmoréna, (schmelzwasser-)flüsse = (olvadékvíz-)folyó, sander = homok, düne = homokdűne

A jelenleg is tartó jégkor mintegy 2,7–2,5 millió éve kezdődött. A grönlandi és antarktiszi jégfúrások alapján ebben az időszakban a mezozoikumihoz képest tizedére csökkent a légkör CO2 koncentrációja. Ma még vita tárgyát képezi azonban, hogy a szén-dioxid oka vagy okozata volt-e a lehűlésnek. Ha okaként tekintünk rá, nehezen magyarázható, hogy miért kezdett csökkenni. Ha okozataként (mivel a hideg vizekben jobban oldódnak a gázok, így feltehető a tengerek elnyelése), akkor viszont továbbra is kérdés a lehűlés tényleges oka.
A teljes eljegesedési periódusban a CO2 koncentráció összefüggést mutat a hőmérséklettel, de nem igazán szorosat, mivel a Föld különböző földrajzi helyein különböző mértékű és időtartamű eljegesedések történtek. Az európai jeges periódusok szerinti szakaszolás interglaciálisnak nevezett részeiben is volt az Antarktiszon hidegebb időszak és fordítva. Ezért a széndioxid szint csökkenése valószínűleg nem közvetlen oka az eljegesedéseknek és növekedése az eljegesedések közti melegebb periódusoknak.
Fontos eleme lehet a lehűlésnek a kontinensek aktuális elhelyezkedése és a tektonikus mozgások által előidézett geomorfológiai változások. Az óceánok és a légkör konvekciós hőcserélő áramlatai szállítják általában a hőt a pólusok felé. A kainozoikum során az Antarktisz került a déli pólusra, míg az északi pólus környékén a Jeges-tenger egyre inkább bezáródott. A déli pólusra a meleg tengeráramlatok egyáltalán nem juthattak el, Dél-Amerika pedig a Panama-földszorosnál hol bezárta az Atlanti-óceán és a Csendes-óceán közti átjárást, hol megnyitotta. Minden ilyen alkalommal átrendeződtek az Atlanti-óceán áramlatai. A panamai földszoros utoljára éppen 3 millió éve jött létre.
Az északi póluson viszont a Jeges-tengert bezáró mozgások beszűkítették magát a tengermedencét is, valamint annak nyíltvízi megközelíthetőségét is. Alaszka és Szibéria között a Bering-szoros túl keskeny és sekély, Izland kiemelkedésével pedig létrejött a Rockall-pad, ami a hideg víz mélytengeri kifolyását akadályozza, ezáltal a meleg áramlatok sem jutnak be a térségbe. Az északi póluson ráadásul a légköri hőcserét is akadályozták az Európa közepén kiemelkedő új hegységek, mint az Alpok és a Pireneusok. Valószínűleg nem véletlen, hogy Szibéria keleti fele még a Himalája ellenére sem jegesedett el sosem, mivel a Himalája jóval délebbre helyezkedik el. Ezzel szemben Európa legnagyobb részét jég borította. Csakúgy, mint a szintén magas hegyvidékekkel borított Észak-Amerikát, míg Alaszka jégmentes maradt.
A kéregmozgások jellege is elkülöníti ezt a periódust a pliocéntől. A pliocénben még a hegységképző mozgások (orogén térszínemelkedések és tengeri regresszió) volt jellemző, a pleisztocénben viszont inkább a függőleges mozgások kerültek előtérbe. Egyes helyeken emelkedések, máshol süllyedések, lezökkenések történtek. Ezek részben a kompressziós övek inaktivitása miatt bekövetkező tágulásos mozgások miatt következtek be. Jellegzetesek a magyarországi mozgások. A középhegységi öv 200–300  métert emelkedett, de nem gyűrődéssel, hanem izosztatikus emelkedéssel. Ugyanakkor a Dunántúl dombvidéke csak 50–100 métert emelkedett, miközben a medence jellegű képződmények, mint a Dráva-medence, a Kisalföld és Nagyalföld minimum 150 métert süllyedt, sőt egyes részei kifejezetten lezökkentek, akár 700 méteres süllyedés is tapasztalható.
Általános jellemzője az egész jégkornak, hogy a glaciálisok viszonylag lassú hőmérsékletcsökkenés mellett fokozatosan alakultak ki, míg az interglaciálisok hirtelen és jelentős hőmérsékletemelkedéssel jártak. A mai interglaciális hasonló képet mutat, ezt nevezzük globális felmelegedésnek.

## Hatásai

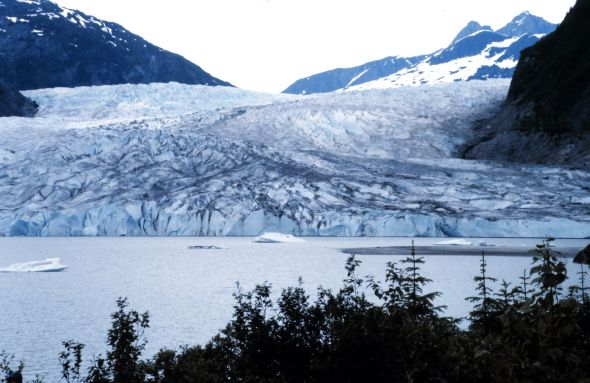
Az alaszkai Mendenhall-gleccser, szemléletes jégkori maradvány

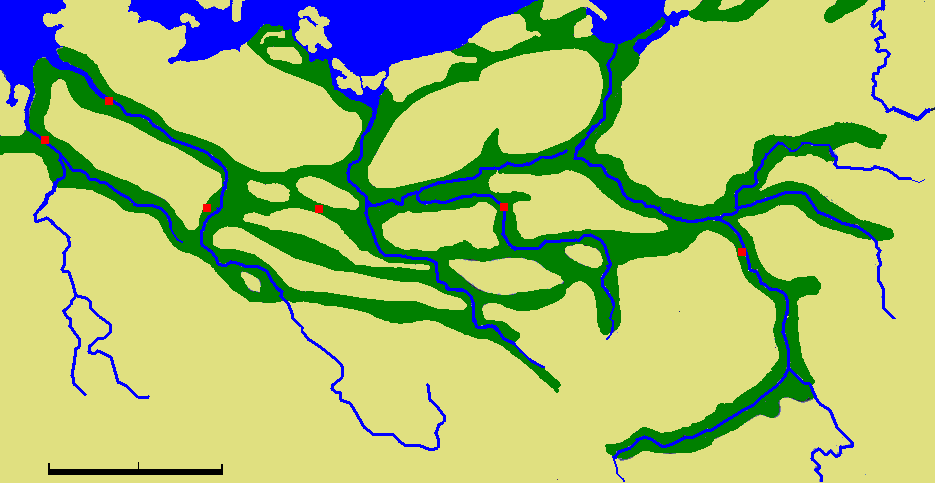
Ősfolyamvölgyek észak Közép-Európában, a felszínformálás és a jéghatár változásainak szemléletes példái

A nagy kiterjedésű állandó jégtakarók elsősorban a Föld hidrológiai rendszerére voltak hatással. A legnyilvánvalóbb hatás a látványos, gleccserszabdalta hegyi tájak, kiterjedt tómezők létrejötte. A jegek környékén glaciális erózió által felaprózott, szállított és lerakott üledékek képződtek a szárazföldön egyébként szokásos folyóvízi üledékképződés helyett, emellett nagy szerepet kapott az erős, jeges szelek törmelékszállítása. Egy viszonylag rövid idő alatt több millió négyzetkilométernyi térség teljesen átalakult. Ezen kívül természetesen az élő szervezetekre gyakorolt hatása is messzemenő változásokat hozott létre, alaposan felgyorsítva az evolúciót vagy éppen kipusztítva sok fajt, de legalábbis földrajzilag messzi vidékekre száműzve egyes életközösségeket. A hideg éghajlatokon kialakuló emlősfauna gyorsan terjedt dél felé is, sok esetben kiszorítva a régi emlősfajokat. Például az ormányosok között új elefántfélék jelentek meg, amelyek dél felé terjedésével párhuzamosan eltűntek a Gomphotheriidae család fajai. Hasonlóképp a hidegtűrő, hideg éghajlaton kialakult tulokformák (Bovinae) és kecskeformák (Caprinae) melegkedvelő változatai is terjedtek.
A negyedkori eljegesedés több tómedret hozott létre, mint az összes többi geológiai folyamat együttvéve. Ennek oka, hogy a kontinentális gleccserek teljesen átalakítják a vízelvezető rendszert, gátolják a lefolyást és gödrössé alakítják a felszínt.
Hatalmas tavak alakultak ki vagy összefüggő tórendszerek, ilyen az észak-amerikai Nagy-tavak mederrendszere, vagy a finnországi tóvidék. Ezeket egy-egy regionális lejtőn csúszva mozgó jégtömeg vájta ki. Más folyamat alakította a pluviális tavakat, amelyek a jég által elzárt tengeri lefolyások miatt duzzadtak fel a jéghatár közelében.
A jeges területek jellegzetes üledéke a tillit, amely osztályozatlan törmelékes üledék. Szemcsemérete a görgetegtől az iszapig terjed. Agyag nincs benne, mert az agyag málllástermék, és a hideg éghajlaton lassú a mállási folyamat. Másik jellegzetessége a varv, a finomrétegzett üledék. A jég Észak-Amerikában és Európában is mintegy 3000 méter vastagságot ért el. Ez a hatalmas tömeg a felszíni kőzeteket erodálta, összenyomta, miközben maga a kontinentális kéreg is megsüllyedt. A Skandináv-félsziget még most is emelkedik, miután megszabadult ettől a súlytól.
A jeges térségek a légköri mozgásokat is átalakították. A jégmezők szélén hideg bukószél-zónák jöttek létre, mivel folyamatosan hidegutánpótlást kaptak. A gleccserek által lecsiszolt finomtörmeléket elszállítva ezek a szelek rakták le a nagy löszös összleteket. A lösz tulajdonképpen nem más, mint a szél által áthalmozott iszap. Jellegzetes löszmezők vannak a Missouri völgyében, a Kárpát-medence és Észak-Kína térségében. Homokdűnés, futóhomokos területek is létrejöttek, egy tipikus példája a magyar Kiskunság, vagy ennél sokkal nagyobb – mintegy 60 000 km²-es – léptékben a nebraskai Sand Hills. Ezen régi futóhomokok nagy része már nem mozog, mert a növényzet rögzítette.
A szelek által szállított és lerakott üledék szemcsemérete fordított arányt mutat a jégmezők szélétől mért távolsággal. Maguk a jegek az osztályozatlan tillitet hozzák létre, amelyben minden szemcseméret megtalálható. A szél felkapja, amit szállítani képes. Minél messzebb kerül a jégmező peremétől, annál finomabb szemcsék maradnak a levegőben, mert a durvább szemek hamarabb leülepednek. Magyarország területén is jól látható ez a hatás. Az idősebb löszök korában még messze volt a jéghatár a Kárpát-medencétől, ezért finomszemű, a homok alatti mérettartományba eső lösz képződött. A fiatalabb löszök egyre durvábbak, majd átmegy löszös homokba, végül futóhomokba.

## A jégkorszak (eljegesedés)

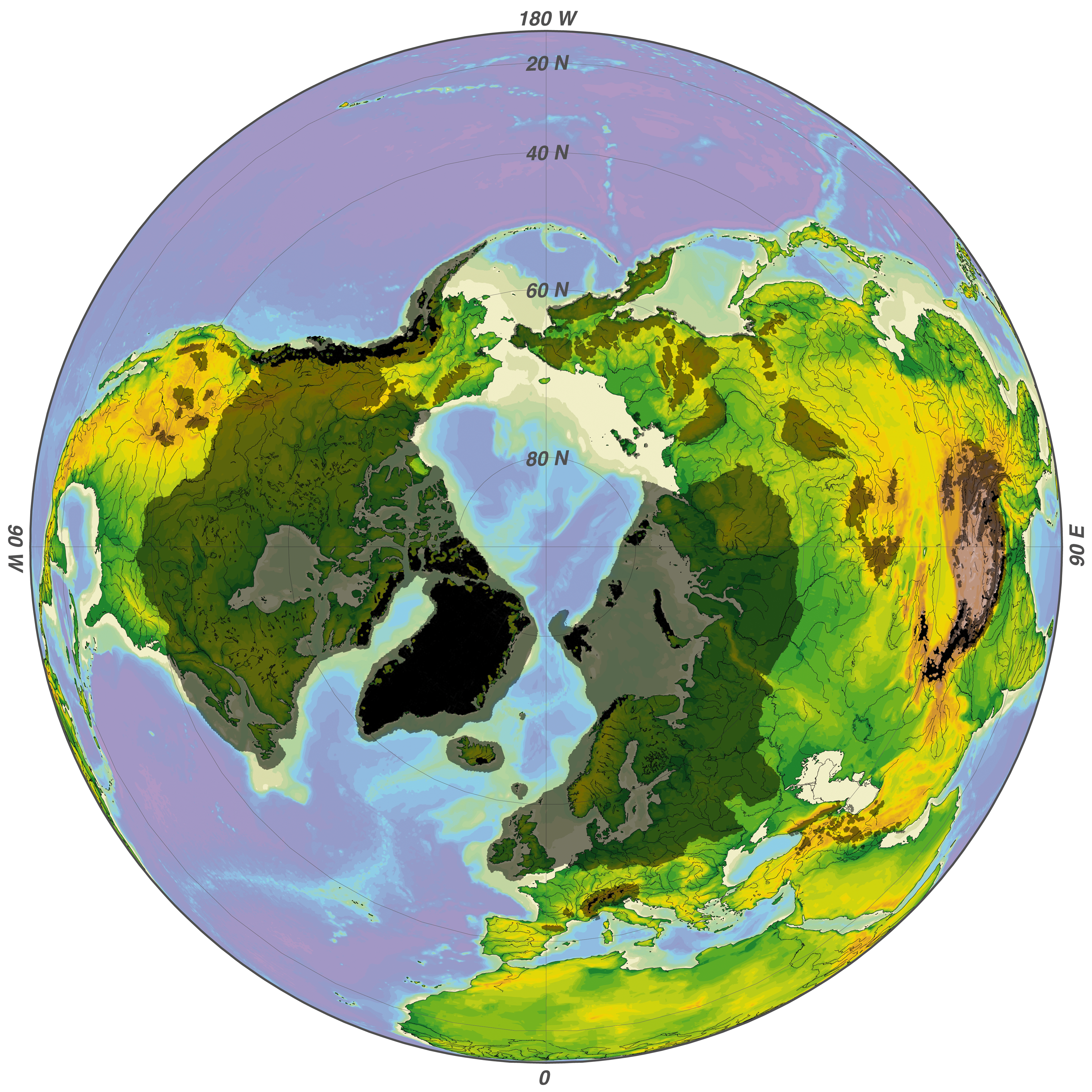
A minimális és maximális eljegesedés az északi pólus környékén. Feketével a minimum, szürkével a maximum.

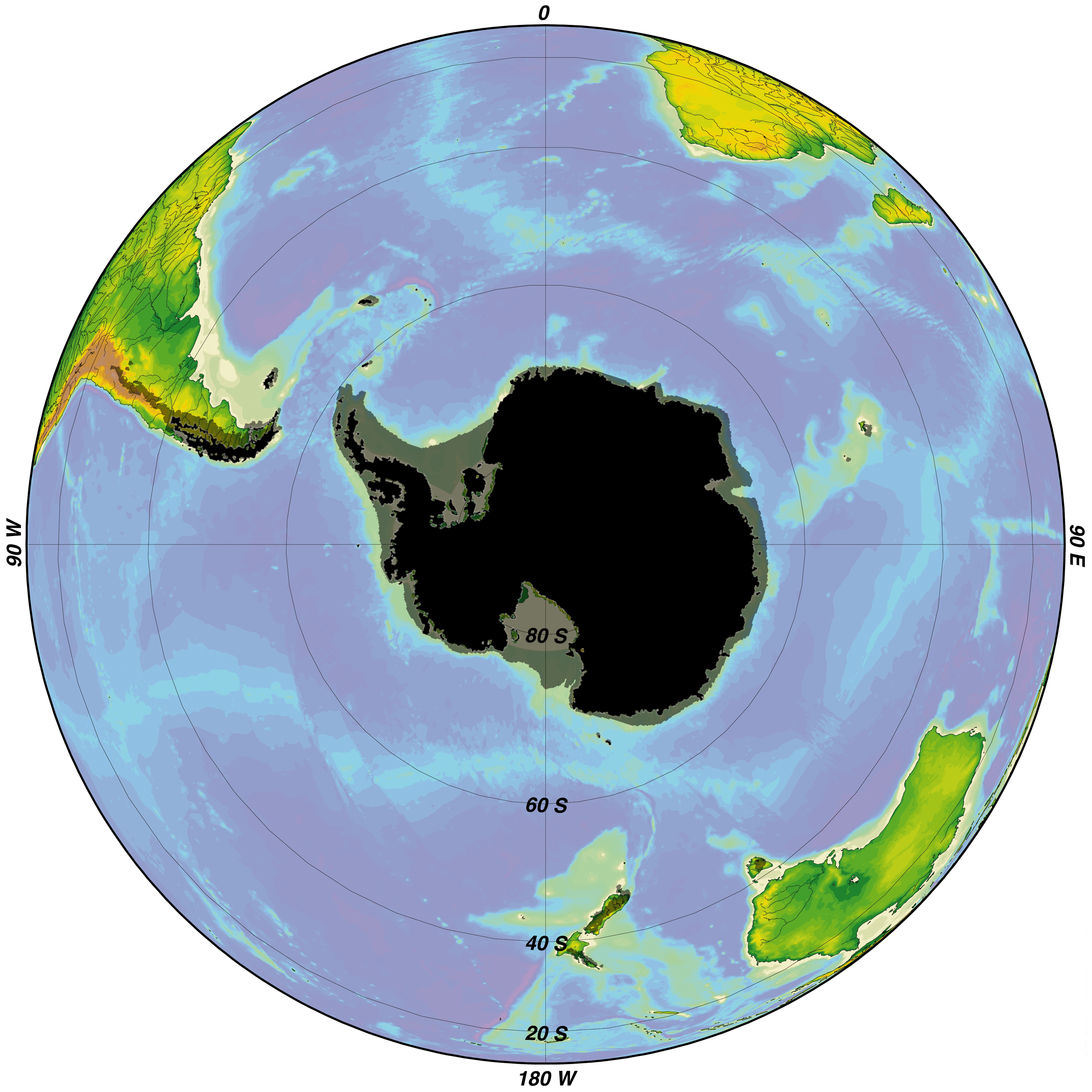
A minimális és maximális eljegesedés a déli póluson. Feketével a minimum, szürkével a maximum.

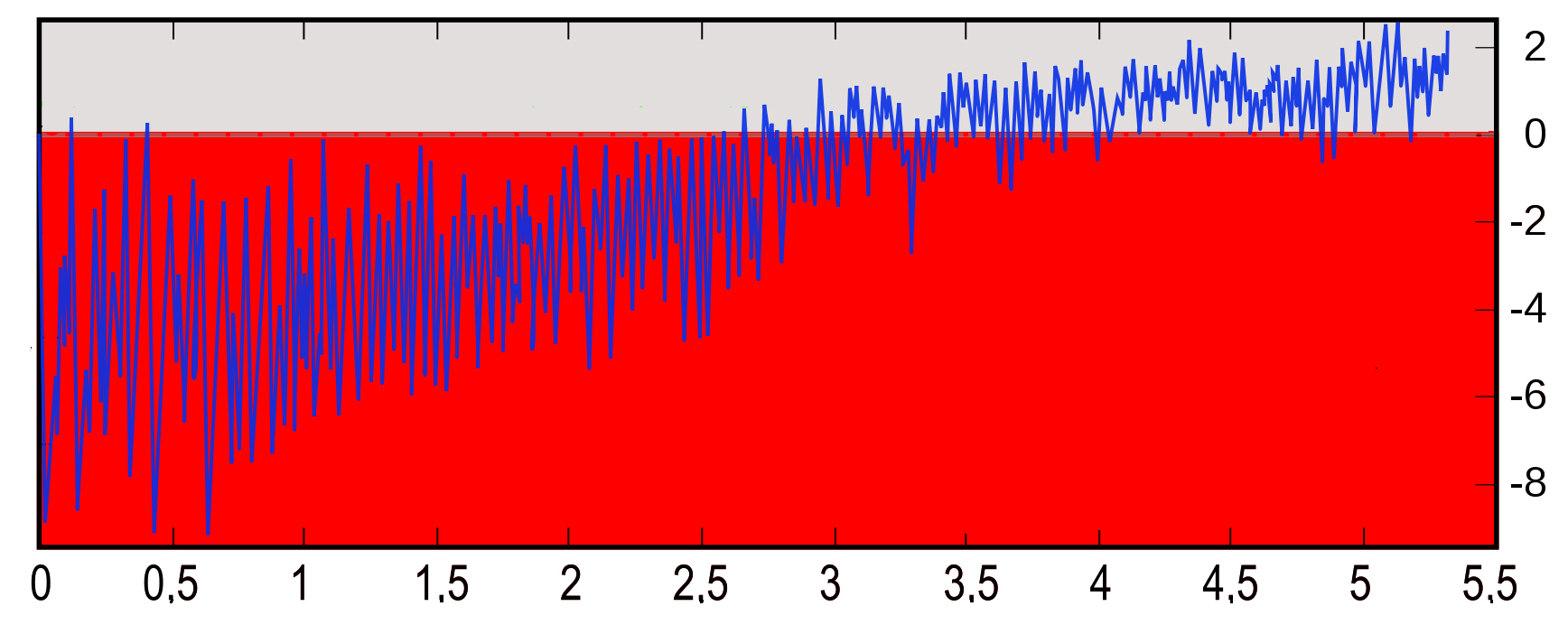
Az elmúlt ötmillió év hőmérsékleti diagramja.

### Első szakasz
A pliocén legelején, 2,4 millió éve a megkezdődő lehűlési tendencia folytatódott, miközben Európában az Antarktiszon és az Arktiszon raktározódó hatalmas víztömegek és az óceáni medencék mélyülése miatt jelentős szárazulatképződés folyt (messinai sókrízis). Izlandon és Alaszkában is kontinentális jégréteg alakult ki. Az Alpok térsége hűlt le először, majd ezt követte a Bécsi-medence és a mai Ukrajna területe, végül a Biber-glaciális (vagy Pre-Tegelen lehűlés) alatt a szubtropikus Észak-Európa is hideg sztyeppévé változott. Észak-Amerika térségében nem tapasztalható jegesedés, csak lehűlés.
2,1 millió évvel ezelőtt a jégkorszak első glaciális fázisa már véget is ért, a Biber–Duna-interglaciálisban (vagy Tegelen-interglaciális) Európa egésze ismét melegebbé vált, mint amilyen ma. Visszatértek a melegkedvelő élőlények, a sztyeppék beerdősödtek.

### Második szakasz
Azonban ez a meleg periódus is rövid volt. Európa egyes térségein már 1,8 millió évvel ezelőtt glaciális kezdődött (Eburon-lehűlés), de legkésőbb 1,7 millió éve Európa egészét ismét gleccserek borították el (Duna-glaciális), az erdők ismét hideg sztyeppekké, majd tundrákká és permafroszttá alakultak át. Az alpi orogén fázis utolsó szakasza tektonikusan aktív; törésrendszerek, földrengéses zónák és kiújuló vulkanizmus jellemzi. Emellett e korszakban a mágneses pólusok négyszer is felcserélődtek és csak a Duna-glaciális végére stabilizálódott a mágneses mező. A glaciálisok mindig instabil éghajlati viszonyokat jelentenek a Duna-glaciális alig 300 000 éve alatt három hidegebb (stadiális) és köztük két melegebb (interstadiális) periódus mutatható ki. A világtengerek szintje a glaciális kezdetén mintegy 150 méterrel volt magasabb a mainál, a lehűlési periódus végére mintegy 80 méterrel alacsonyabb a vízszint. Az interglaciális során viszont csak 20–25 méterrel lett ismét magasabb.
A lehűlés nem globális. A Föld átlaghőmérséklete alig 4 °C-kal alacsonyabb, mint ma, azonban az eljegesedett területek akár 8–12 °C-os lehűlést is mutattak, a 60. szélességi kör környékén már 30 °C is lehet. A szélsőségesen polarizálódó, nagyon eltérő mértékben lehűlő szélességek az egyenlítő és a pólusok közti hőkiegyenlítés akadozására utalnak, alig valamivel az eljegesedett területektől délre sok helyen szubtropikus éghajlat alakult ki. A Kárpát-medence térségében a villányium vége és a biharium eleje esik erre a szakaszra, amikor itt a szubtropikus, száraz és meleg éghajlat lassan átfordult száraz és hűvösbe, de a tundraövezet még nem terjeszkedett idáig, a folytonos lehűlés ellenére még a következő Günz-, sőt a Mindel-glaciális során sem. A Kárpát-medence a Riss-glaciálisig periglaciális jellegű maradt.
Alaszka a száraz éghajlat miatt nem jegesedett el újra, éppígy Kelet-Szibéria sem, mindkét helyen a 60. szélességi fok a jéghatár. Ezzel ellentétben Európa és Észak-Amerika akár a 40. szélességi fokig is állandó jéggel borított. Észak-Amerika nyugati részén az éghajlat a maihoz hasonló volt, de a telek valamivel melegebbek és csapadékosabbak.
A Duna-glaciális idején tűnt fel a Homo habilis és Homo erectus, mint az emberek első képviselői. Az európai állatvilágra a hidegtűrő emlősök terjedése jellemző, mint a mamutok és a gyapjas orrszarvúfélék. Elszigetelt területeken – mint Madagaszkár és Új-Zéland – hatalmas futómadarak alakultak ki. A növényvilágban az extrém hideg (szubarktikus–sarkvidéki) éghajlatra jellemző Dryas-flóra egyre délebbi megjelenése tapasztalható. A Dryas-flóra az Alpok és Észak-Európa közti jégmentes sávon tenyészett.

### Harmadik szakasz
Eredetileg ezt a szakaszt tartották a legrégebbi eljegesedésnek, kezdetét 600 000 évvel ezelőttre tették és a pliocén–pleisztocén-határt itt húzták meg. A pleisztocén kezdetét ma már inkább 2,4 millió évre teszik, sőt a nagy eljegesedések kezdetét inkább 3 millió évben határozzák meg.
A Günz nyomai szerte Németországban és Ausztriában fellelhetők, jelentős glaciális eredetű kavicsösszletek keletkeztek a Magyarországra is átnyúló Alpokalján. Több stadiális és interstadiális váltotta egymást, korábban a Duna-glaciálist is a Günz egyik stadiálisának írták le, amíg a pontosabb rétegtani vizsgálatok és kormeghatározások nem tisztázták, hogy jóval a Günz előtt már jeges periódusok voltak.
A Günz-glaciális kezdetén mintegy 70–75 méterrel volt magasabb a világtengerek szintje, mint a mai, a végére a mai vízszint alá süllyedt 20 méterrel. Az interglaciális során csak az 50 méteres vízszintig emelkedett vissza. Ez a szakasz az állandó jég legnagyobb kiterjedésének ideje.
Ebben az időszakban kétszer is megfordult a Föld mágneses mezejének polaritása, alig 80 000 éven belül. Nagyjából 200 000 év múlva, az interglaciálisban harmadszor is. Ez a 720 000 évvel ezelőtt bekövetkező pólusváltás a máig utolsó ilyen jelenség.
A Kárpát-medencében ez a biharium közepe. Az eljegesedett Észak-Európa felől a hideg szelek leterítették az idősebb löszös rétegeket. Ezek a dunaföldvári formáció 20–25 méter vastagságú löszrétegei. A tektonikus mozgások által létrehozott repedések mentén feltörő nagy oldott mésztartalmú vizekből travertino képződött. A Duna hordalékkúpjában kavicsos rétegsorok keletkeztek. A lösz jellegének változása az interglaciálisban, mintegy 690 000 éve kezdődött, és a Riss–Würm-interglaciálisig tartó 25–50 méter vastagságú paksi formáció keletkezett. A paksi összlet több mint félmillió év alatt halmozódott fel.

### Negyedik szakasz

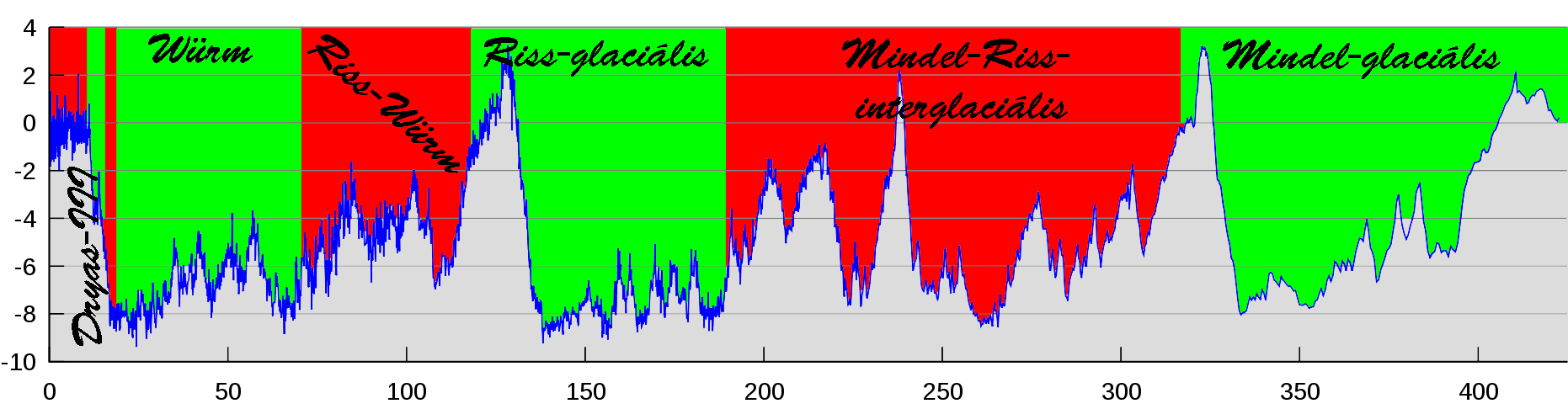
Az utolsó három eljegesedés korának antarktiszi hőmérsékleti adatai a Vosztok-jégfúrás alapján. Az Antarktisz szemmel láthatóan nem követi a globális periódusokat, valamint az elmúlt fél millió év során legalább háromszor jóval melegebb volt a mainál. Ezek a melegedések gyorsabbak voltak a mai „globális felmelegedésként” emlegetett állapotnál.

A kainozoikumi eljegesedés negyedik szakasza 440 000 éve kezdődött a glaciálissal és 180 000 éve ért véget az interglaciálissal. Kezdetén a világtengerek szintje körülbelül 50 méterrel volt magasabb a mainál. Az eljegesedés maximumában a vízszint lesüllyedt a mai alá körülbelül 80 méterrel, majd az interglaciálisban a mainál 30 méterrel magasabb szintre emelkedett vissza.
A Mindel idejéből az Antarktisz éghajlatára vonatkozó adataink is vannak a Vosztok-jégfúrás révén. A 18O (18-as tömegszámú oxigénizotóp) koncentrációja alapján az Antarktiszon a Mindel-periódus az európaival ellentétben melegedéssel kezdődött, amelyet fokozatos lehűlés követett. Még a Mindel–Riss-interglaciális európai melegedését megelőzően hirtelen hőmérsékletemelkedés következett be. Amíg viszont Európában és Észak-Amerikában az interglaciális melegebb periódusa volt, az Antarktiszon mélyebbre süllyedt az átlaghőmérséklet, mint a Mindel idején. Ezek a jelenségek szemléletesen mutatják, hogy a nagyobb lehűléseket valószínűleg nem globális hatások, hanem regionális folyamatok halmozódásai okozták.
A Mindel a Kárpát-medencében a felső biharium utolsó szakasza. Jellemzője a löszös rétegsorok képződése, édesvízi mészkő lerakódása, valamint a gyors medencesüllyedés miatt nagy vastagságú folyami üledékek (kavicsok). A vértesszőlősi travertino 320 000 éves képződményei rejtik a vértesszőlősi előember (Samu) leleteit. A löszben több rétegben tufa betelepülések vannak.

### Ötödik szakasz
A Riss-glaciális kezdetén a tengerszint a mainál 25 méterrel magasabb volt. Az eljegesedési periódusban a mainál 100 méterrel mélyebbre süllyedt a vízszint, majd az interglaciálisban alig 10 méterrel a mai fölé emelkedett vissza.
A Riss a Kárpát-medencében a solymárium (alsó pilisium) egyik szakasza. Az állandó jég határa közelebb került, ezért az idősebb löszök finom szemcsemérete folyamatosan egyre durvább lett. A solymáriumra már a homokos lösz és a futóhomok képződése jellemző, amely a Würmben (szántóium vagy felső pilisium) nagy mennyiségű futóhomok képződéséhez vezetett. Magyarország területén jegenye- és lucfenyőerdők jellemzőek, az Alpokalja és a Bécsi-medence térségében néhány lomboserdő folt is volt. A Riss–Würm-interglaciális idején, mintegy 110 000 éve befejeződött a paksi löszformáció lerakódása és megkezdődött a mende–basaharci formáció löszképződése, amely mintegy 80 000 éves időtartama alatt a paksi összlet félmillió éves képződése során elért rétegvastagságának a felét is eléri (20–25 méter). Ez erősebb szelekre utal, amit a homokos löszök és a futóhomok jelenléte is igazol.
A szakasz végének interglaciálisa erősebb felemelegedéssel járt, a hőmérséklet magasabb volt Európában a mai átlagnál, az erdőzóna felhúzódott egészen Skandináviáig.

### Hatodik szakasz
A Würm-glaciális két hidegebb időszakot (stadiálist) és köztük egy viszonylag melegebb szakaszt (interstadiálist) mutat. A stadiálisoknak külön nevet is adtak, ezek a Dryas-I és Dryas-II (angol terminológiában legidősebb Dryas és idősebb Dryas). A név a havasi magcsákó (Dryas octopetala) nevéből származik, a Dryas-flóra egy szubarktikus–sarkvidéki növénytársulás. A Dryas-flóra már a Duna-glaciális idején, körülbelül 1,5 millió éve is megjelent, majd a Würmben jellemzővé vált.
A kontinentális jegek miatt a tengerek szintje mintegy 250 métert csökkent a Duna-glaciálistól a Würm minimumáig, amikor mintegy 100 méterrel volt alacsonyabb a vízszint, mint ma. Ez különösen a sekély selfekkel rendelkező tengerpartokon okozott nagy változásokat. A Földközi-tenger elvesztette nyílttengeri kapcsolatait, a Vörös-tenger nem létezett, Indonézia és Japán száraz lábbal megközelíthetővé vált. Ausztrália egybefüggött Új-Guineával és csak keskeny tengerszoros választotta el Indonéziától. A tengerszint ingadozása periodikus, a nagy szárazföldi jégmezők idején volt mindig a legalacsonyabb, mivel azonban éppen ezek a jégmezők tűntek el először a melegebb szakaszokban, a vízszint csak rövid ideig volt nagyon alacsony. Megfigyelhető tendencia azonban a Duna-glaciálistól, hogy az olvadások mindig valamivel kisebb vízszint mellett értek véget, mint ahogy kezdődtek, ami az Antarktisz jégtakarójának folyamatos növekedésével magyarázható, amely kontinens az utóbbi kétmillió évben csak néhány nagyon rövid időszakra melegedett fagypont fölé. Ezért ha a teljes északi jégsapka és minden kontinentális gleccser el is olvadna, a tengerek vízszintje akkor sem változna számottevően, sőt hamarosan újra lecsökkenne, mivel a melegebb óceánok felett képződő páradús levegő még több csapadékot szállítana az Antarktiszra, ahol az megreked.
A Kárpát-medencében a szántóium üledékképződési ciklus futóhomokjai képződtek. A Würm kezdetén fenyőerdők borították a térséget, de ezek hamarosan kiszorultak és helyüket tundrajellegű növénytársulás vette át. A humid éghajlat aridba ment át, egyre kontinentálisabb jellegű hőmérsékleti és csapadékeloszlással. A Würm közepén a láprétek is eltűntek, helyettük a fátlan tundra alakult ki. A nagyon erős hideg szelekre utal a futóhomok jelenléte, valamint a tápiósülyi formáció 10 méteres vastagságú összlete, amely alig 15 000 év alatt rakódott le (szemben a paksi formáció nagyjából 600 000 év alatt lerakódott maximum 50 méteres, vagy a mende–basaharci formáció 80 000 éves maximum 25 méteres vastagságával).

### Hetedik szakasz
A Würm-glaciális végét több időponttal határozzák meg. Egyes periodizációk szerint mintegy 13 000 éve ért véget, mások szerint 10 000 éve. A 12 000–10 000 évvel ezelőtti korszakban ugyanis egy utolsó nagyarányú lehűlési periódus volt, amelyet vagy a Würm stadiálisaként vagy önálló glaciálisként „Dryas-III” vagy „fiatalabb Dryas” néven ismerünk. Néha csak a „jégkorszakok utáni klímaingadozások” között említik. Azonban a jégkorszakok sorának még nincs vége. Ameddig állandó jégtakaró van a Föld bármely pontján, addig földtörténetileg jégkor van, mivel a jégsapkák jelenléte számít rendellenesen hideg éghajlatnak, míg a jégsapkák nélküli Föld a normális. Jelenleg természetesen nem tudhatjuk, hogy az általunk megélt interglaciális fázis valóban egy utolsó jégkort zár-e le, vagy további glaciálisok várhatók. Nem valószínű azonban, hogy a kainozoikumi jégkor végén élnénk, mivel az azt előidéző geológiai tényezők továbbra is fennállnak, a Föld globális hőcseréjét továbbra is akadályozzák a geomorfológia jellegzetességei. Így a szárazföld a déli pólus felett, a Jeges-tenger medencéjének viszonylagos elzártsága és az Eurázsiában kelet–nyugati irányban húzódó hegységrendszerek.
A Dryas-III végén kezdődik az emberiség történetének egy új szakasza, a neolitikum.